# Madonna im Rosenhag

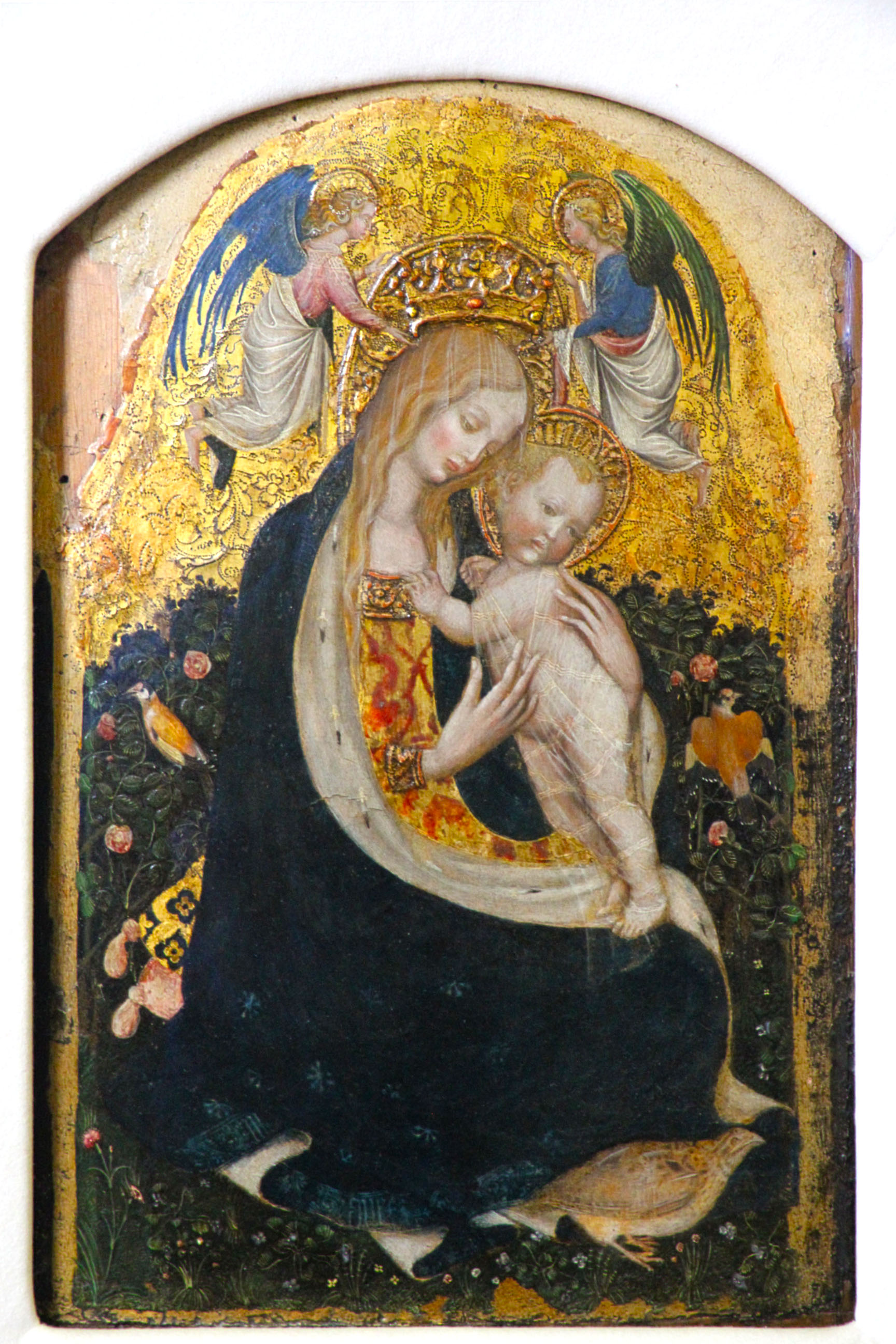
Madonna della quaglia von Pisanello

Den Titel Die Madonna im Rosenhag tragen zwei bekannte Bilder der deutschen Kunstgeschichte. Der Bildtyp der Madonna im Rosenhag ist um 1400 bis 1420 am französischen Hof entstanden. Beispiel hierfür ist die 1404 in Paris geschaffene Goldschmiedearbeit „Goldenes Rössl“ (Abbildung dort) genannt, die sich heute in Altötting befindet. Sie entspricht dem Typus der Madonna Humilitas (Muttergottes der Demut) aus der niederländischen Kunst. In Italien findet man diesen Bildtypus zum Beispiel in der um 1410/20 entstandenen Madonna della quaglia (Quaglia = Wachtel) von Pisanello und der Madonna del Roseto (Abbildung dort) von Stefano da Verona (beide im: Museo di Castelvecchio in Verona). Auch am Oberrhein taucht dieser Bildtypus Anfang des 15. Jahrhunderts auf, so bei der Madonna in den Erdbeeren des „Oberrheinischen Meisters“ (Abbildung dort) von 1425.

## Die Lochner-Madonna
Das kleinformatige Bild Madonna im Rosenhag ist eines der letzten Bilder von Stefan Lochner.
Zentrale Figur ist die vor einer Rasenbank sitzende, in einen leuchtend blauen Mantel gehüllte Maria. Auf ihrem Schoß befindet sich das Jesuskind, das in der Hand einen Apfel hält – Sinnbild der Überwindung der Erbsünde durch den Kreuzestod Christi. Geflügelte, vielfarbige Engel umrahmen die Figur der Maria mit dem Kind. Vier im Vordergrund sitzende Engel musizieren auf Lauten, Portativ und Harfe. Die Flügel des Engels mit der Laute erinnern an die Federn eines Pfaus. Der Pfau ist unter anderem Symbol der spirituellen Wiedergeburt und somit der Auferstehung Christi. Außerdem wurden seine tausend Augen als Zeichen der Allwissenheit Gottes gedeutet. Hinter der Rasenbank pflückt ein Engel eine Rose, andere beten die Himmelskönigin an. Rechts reicht der Engel mit dem Korb dem Christuskind einen Apfel.
Von symbolischer Bedeutung ist die Einhornbrosche Marias. Sie verweist auf Maria und Christus, da nach der Legende das scheue Einhorn nur von einer keuschen Jungfrau gefangen werden konnte. Die mit Edelsteinen geschmückte kostbare Krone, deren Glanz durch den punzierten Heiligenschein (Nimbus) nochmals betont wird, ist Zeichen ihrer königlichen Würde. Über dem Rosenhag, der Maria mit dem Kind hinterfängt, raffen zwei Engel einen schweren Brokatvorhang zur Seite: In dem durch den Goldgrund des Bildes symbolisierten Himmel erscheinen in einer Gloriole Gott Vater und die Taube des Heiligen Geistes.
Vor allem die Blumen sind marianische Symbole: Es gibt Maiglöckchen, Veilchen, Gänseblümchen, Akelei und Erdbeeren, die die Rasenbank bedecken. Wegen ihrer roten Früchte gemahnt die Erdbeere an die Passion Christi, die dreiteiligen Blätter verweisen dagegen auf die Trinität. Sie ist wegen ihrer Eigenschaft, gleichzeitig zu blühen und zu fruchten ein Symbol der Jungfräulichkeit Mariens.
Hinter der Figur Marias befinden sich rechts außerdem Madonnenlilien, die als Symbol der Reinheit, Keuschheit und der unbefleckten Empfängnis zu den bekanntesten Attributen der Jungfrau Maria gehören. Von besonderer Bedeutung sind hier aber die Rosen. Einer alten Legende zufolge hatte die Rose vor dem Sündenfall der Menschen keine Dornen und da Maria von der Erbsünde bewahrt blieb, wurde sie „Rose ohne Dornen“ genannt. Infolge dieser Tradition verbreitete sich der Bildtypus der Rosenmadonna oder Madonna im Rosenhag. Für letzteren Typus, in dem Maria umgeben von Engeln und Heiligen in einer Rosenlaube oder vor einem Rosenstrauch sitzt, ist Lochners Bild ein typisches Beispiel.
Der Goldgrund und die Marmorimitation auf der Rückseite, welche vermuten lässt, dass das Werk frei aufgestellt war, lässt annehmen, dass Lochners Madonnenbild ehemals mit einem Stifterbild Teil eines Diptychons war.
Otto H. Förster beschreibt die besondere Wirkung der Madonnendarstellung mit den Worten: „Sie (Mutter und Kind) sind mitten in der Welt, aber sie gehören ihr nicht an. Sie gehören nur einander. Sie sind groß für einander und alles andere ist winzig und klein.“
Die „Madonna im Rosenhag“ zeigt viele Gemeinsamkeiten mit dem Typus der Madonna im Paradiesgarten, in dem die Gottesmutter ebenso inmitten von Heiligen, Blumen und zahlreichen Mariensymbolen dargestellt wird.

## Die Schongauer-Madonna
Eine weitere bekannte Darstellung des gleichen Themas ist die „Madonna im Rosenhag“ von Martin Schongauer, ein Altarbild, das sich in der Dominikanerkirche Colmar befindet. Die ursprünglich rechteckige und außergewöhnlich große Tafel (geschätzte 250 × 165 Zentimeter) wurde zu unbekanntem Datum an allen vier Seiten beschnitten und in die bekannte, oben abgerundete Form (200 × 115 Zentimeter) gebracht. Das Isabella Stewart Gardner Museum in Boston besitzt eine alte, kleine (44 × 30 cm) Kopie des unbeschnittenen Gemäldes. Nach übereinstimmenden Meinungen stammt diese Kopie nicht aus der Hand des Meisters, denn die Ausführung ist, gut zu erkennen am Gesicht des Kindes, von minderer Qualität. Die Schongauer-Madonna wurde um 1900 vom Colmarer Bildhauer Théophile Klem (1849–1923) mit einem reich verzierten neugotischen Rahmen und Seitenflügeln mit Heiligendarstellungen von Martin von Feuerstein versehen.
1972 wurde die Madonna im Rosenhag aus dem Martinsmünster gestohlen, 1973 aber zufällig wieder aufgefunden. Seitdem wird das Gemälde in der Dominikanerkirche in Colmar aufbewahrt.

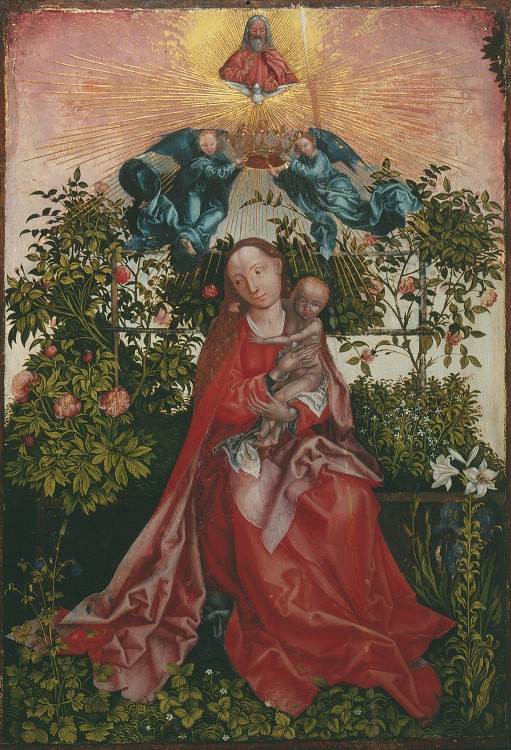
Ursprüngliche Dimension des Gemäldes (Kopie in Boston)

Die unbeschnittene Fassung des Gemäldes stellte die Madonna in einer quadratischen Laube sitzend dar, über ihr der segnende Gottvater, oben rechts und links der Laube ist freier Bildraum, in der unteren Partie ein blumenreicher Garten zu sehen. In der heutigen Fassung ist der Bildausschnitt auf den inneren Teil der Laube beschränkt. Dadurch wird Maria mit dem Christkind stärker ins Bildzentrum gerückt. Diese neue Ansicht und die Abwesenheit von freier Bildfläche, aus der sich eine dichtgedrängte bis enge Komposition ergibt, steigern den ohnehin monumentalen Charakter der lebensgroßen sitzenden Frauengestalt, entsprechen aber nicht der Atmosphäre des ursprünglich gemalten Tafelbildes.
Das Bild ist auf Goldgrund gemalt. Die Madonna trägt ein tiefrotes Kleid, das als Hinweis auf das Blut der Passion gedeutet werden kann. In den Heiligenschein der Maria ist eine lateinische Inschrift eingearbeitet: „Me carpes genito tuq(ue) o s(an)ctissi(m)a vi(rgo)“. Die Übersetzung ist umstritten, eine Möglichkeit ist: „Nimm auch mich als dein Kind an, o heiligste Jungfrau“. Offenbar spricht somit der Stifter des Bildes die Maria an. Alternativ wird übersetzt: „Nimm mich an, Schöpfer, und auch du, heiligste Jungfrau.“ Hier spricht der Stifter zum Christuskind (=Schöpfer, genitor – das r wird rekonstruiert).
Die Darstellung der Flora – Blumen, vor allem Rosen in verschiedenen Blütenstadien und Blätter – sowie der Fauna (nicht auf der Bostoner Kopie) – ein Rotkehlchen, ein Fink, ein Sperling, eine Kohlmeise, drei Distelfinken und rechts eine Grasmücke im Bild – zeugt von einer genauen Beobachtung und hervorragenden Wiedergabefähigkeit der Natur und wurde dafür von jeher bewundert. Der Faltenwurf des Kleides sowie der anmutige, weihevoll-ergebene Gesichtsausdruck Marias gehören zu den höchstgeschätzten Aspekten des Bildes.

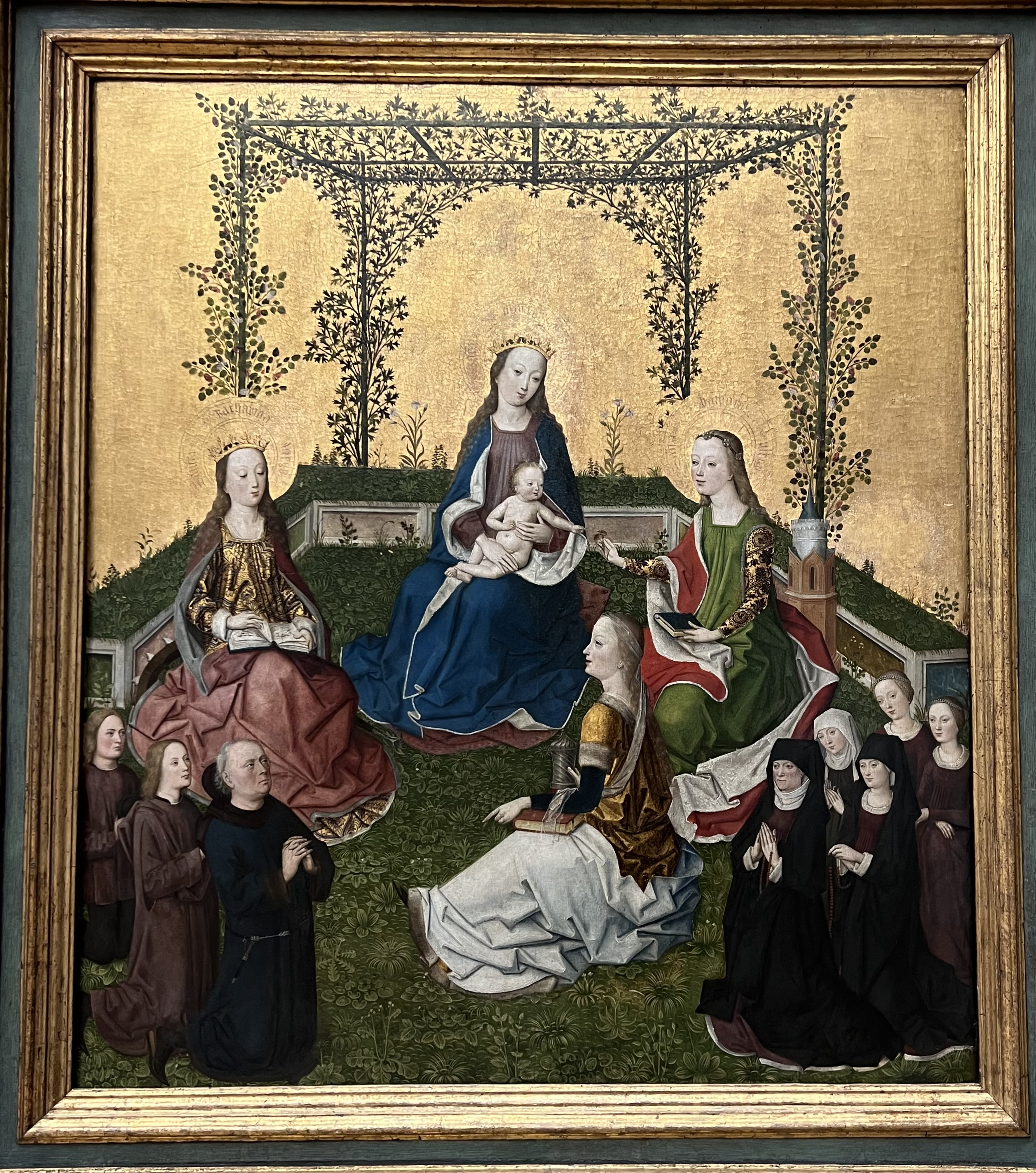
Maria mit Kind in der Rosenlaube vom Meister des Marienlebens

## Vergleich und nachfolgende Werke

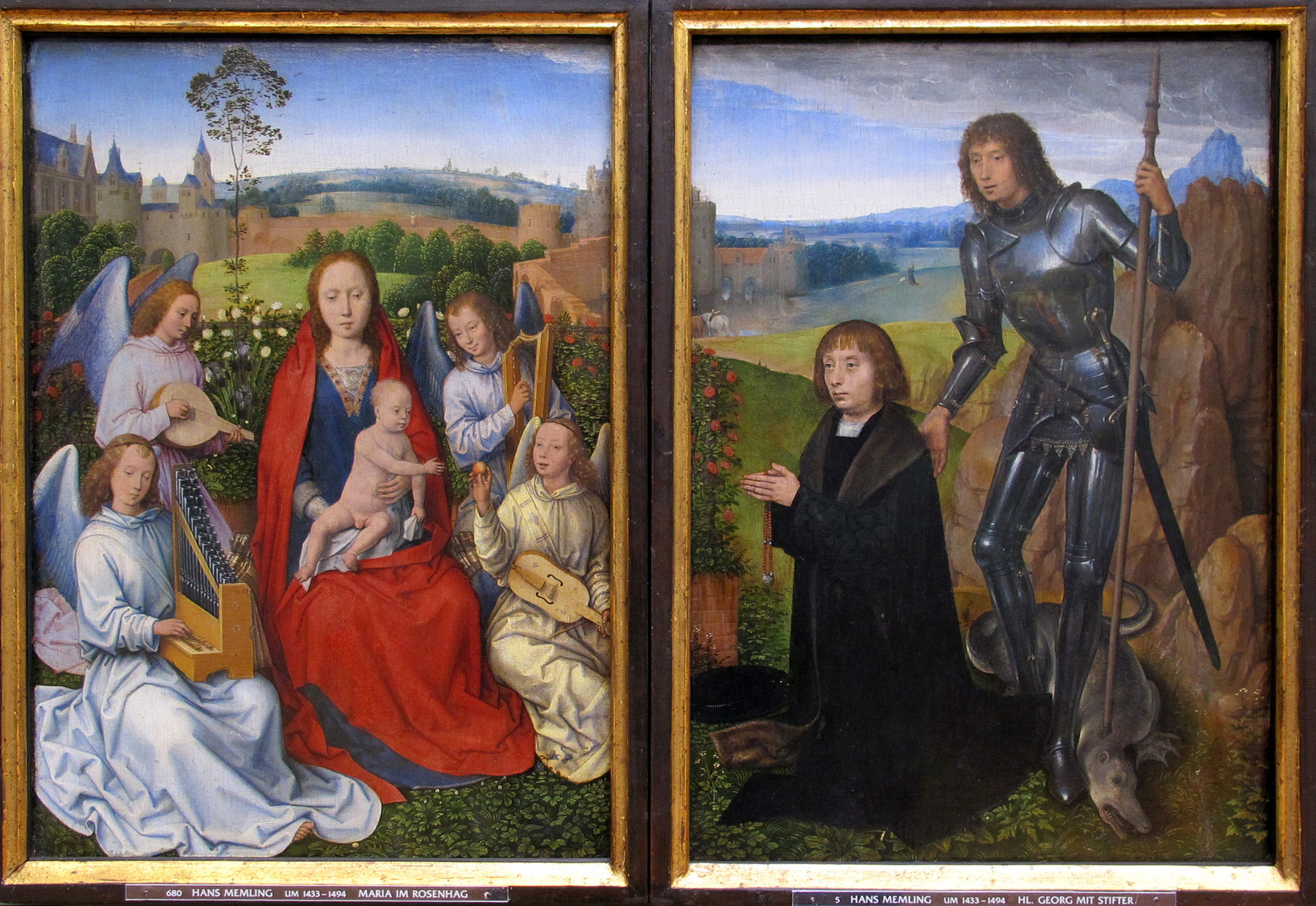
Muttergottes mit Stifter von Memling

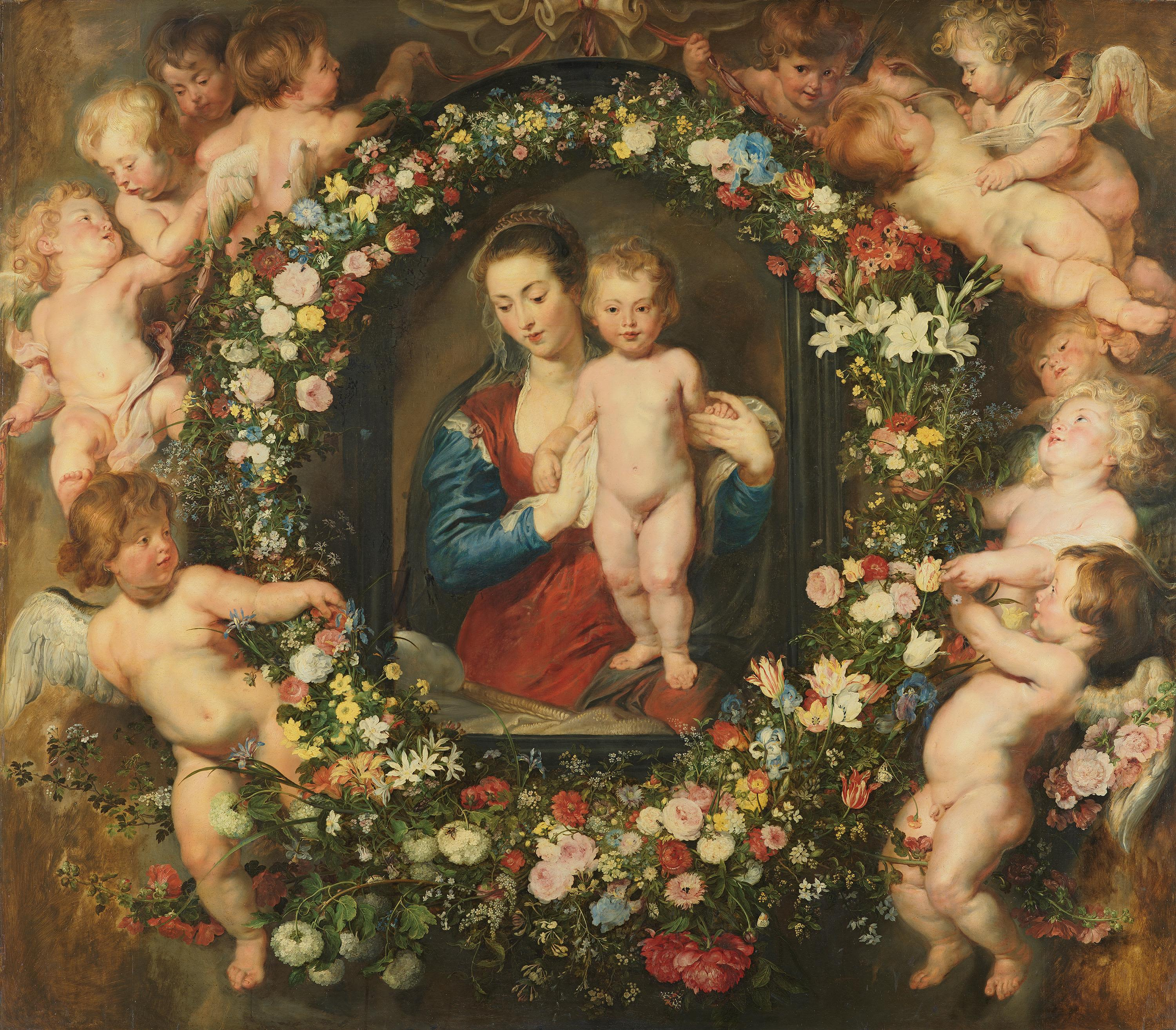
Madonna im Blumenkranz

Die Gegenüberstellung der beiden Werke (Lochner und Schongauer) gehört zu den klassischen Bildvergleichen der deutschen Kunstgeschichte. Das Motiv der Madonna im Rosenhag ist beiden Werken gemeinsam, es entstammt, wie oben erwähnt, unter anderem der italienischen Kunst (Madonna dell’Humilità). Lochners Madonna ist ein Spätwerk des „Schönen Stils“. Das mädchenhafte weiße Mariengesicht, das überirdische Blau des Mantels, die weichen Falten und die lieblichen musizierenden Engel erzeugen eine paradiesische Atmosphäre. Schongauers Werk ist bei aller Pracht realistischer, die Maria härter gezeichnet, die Falten ihres Kleides fallen eckiger, das Kind ist weniger babyhaft. Dies bezeugt den Einfluss der altniederländischen Malerei, beispielsweise Rogier van der Weydens, auf Schongauer. Nichtsdestotrotz ist das Lochner Werk künstlerisch und technisch hochwertiger. Dies betrifft vor allem die Perspektiven, die anatomischen Proportionen und den Ausdruck, z. B. die Blickrichtung von Maria und Jesus, sowie die Hände. Zeitgleich zu Schongauers Werk (um 1470) entstand die Maria mit dem Kind in der Rosenlaube vom Meister des Marienlebens, aus dem unter anderem die Heilige Katharina, die Heilige Barbara und Ordensleute der Scene beiwohnen. Die Werke dienten in der Folgezeit vielfach als Vorbild und Orientierung. Beispielhaft erwähnt seien hier drei Werke: 1. Madonna mit weiblichen Heiligen, in dem die Engel gleichsam eben durch die Heiligen substituiert sind, von Adrian Isenbrant (👈🏽 Werk dort) aus dem frühen 16. Jahrhundert, 2. Diptychon mit Muttergottes und Stifterporträt von Hans Memling, dass um 1490 oder später entstanden ist. Die vom Betrachter gesehen linke Bildtafel dieses Werkes wird auch direkt als Maria im Rosenhag bezeichnet. Die Vorbildfunktion der Lochner Madonna ist durch die Rasenbank, die musizierenden Engel, die Rosen und die Apfelreichung eines Engels an das Christuskind deutlich zu erkennen. Die abgetrennte Außenseite zeigt eine Anna Selbdritt Darstellung. Auf der, vom Betrachter gesehenen rechten Bildhälfte, ist hinter dem Stifter stehend der Heilige Georg zu erkennen. In seinem Brustpanzer spiegelt sich die Marienszene. Die Werke befindet sich heute in der Alten Pinakothek in München. Zwischen 1616 und 1618 entstand aus einer Kooperation von Peter Paul Rubens und Jan Brueghel der Ältere 3. die Madonna im Blumenkranz, die heute ebenfalls in der Alten Pinakothek zu sehen ist.